# Arassarier
Arassarier (Pteroglossus) är ett släkte med fåglar i familjen tukaner inom ordningen hackspettartade fåglar som förekommer i Latinamerika. Släktet araçarier omfattar 12 arter:
- Saffransarassari (P. bailloni)
- Grön arassari (P. viridis)
- Skriftarassari (P. inscriptus)
- Halsbandsarassari (P. torquatus)
- Strimnäbbad arassari (P. erythropygius)
- Eldnäbbad arassari (P. frantzii)
- Svarthalsad arassari (P. aracari)
- Brunörad arassari (P. castanotis)
- Flerbandad arassari (P. pluricinctus)
- Vitnäbbad arassari (P. azara)
- Krushuvad arassari (P. beauharnaesii)
- Rödnackad arassari (P. bitorquatus)